# Ilergetesek
Ilergetesek, ókori nép Hispania Tarraconensis területén, az Iberustól északra. Városai Ilerda, Salduha, Osca és Caesarea Augusta (ma Zaragoza) voltak. Livius tesz említést róluk.